# Běštín
Běštín (en allemand : Bieschtin) est une commune du district de Beroun, dans la région de Bohême-Centrale, en Tchéquie. Sa population s'élevait à 320 habitants en 2020.

## Géographie
Běštín se trouve à 3 km au sud-ouest de Hostomice, à 19 km au sud-sud-ouest de Beroun et à 43 km au sud-ouest du centre de Prague.
La commune est limitée par Hostomice au nord et à l'est, par Čenkov au sud, et par Jince à l'ouest.

## Histoire
La première mention du village date de 1406.